# Скарб Ерана

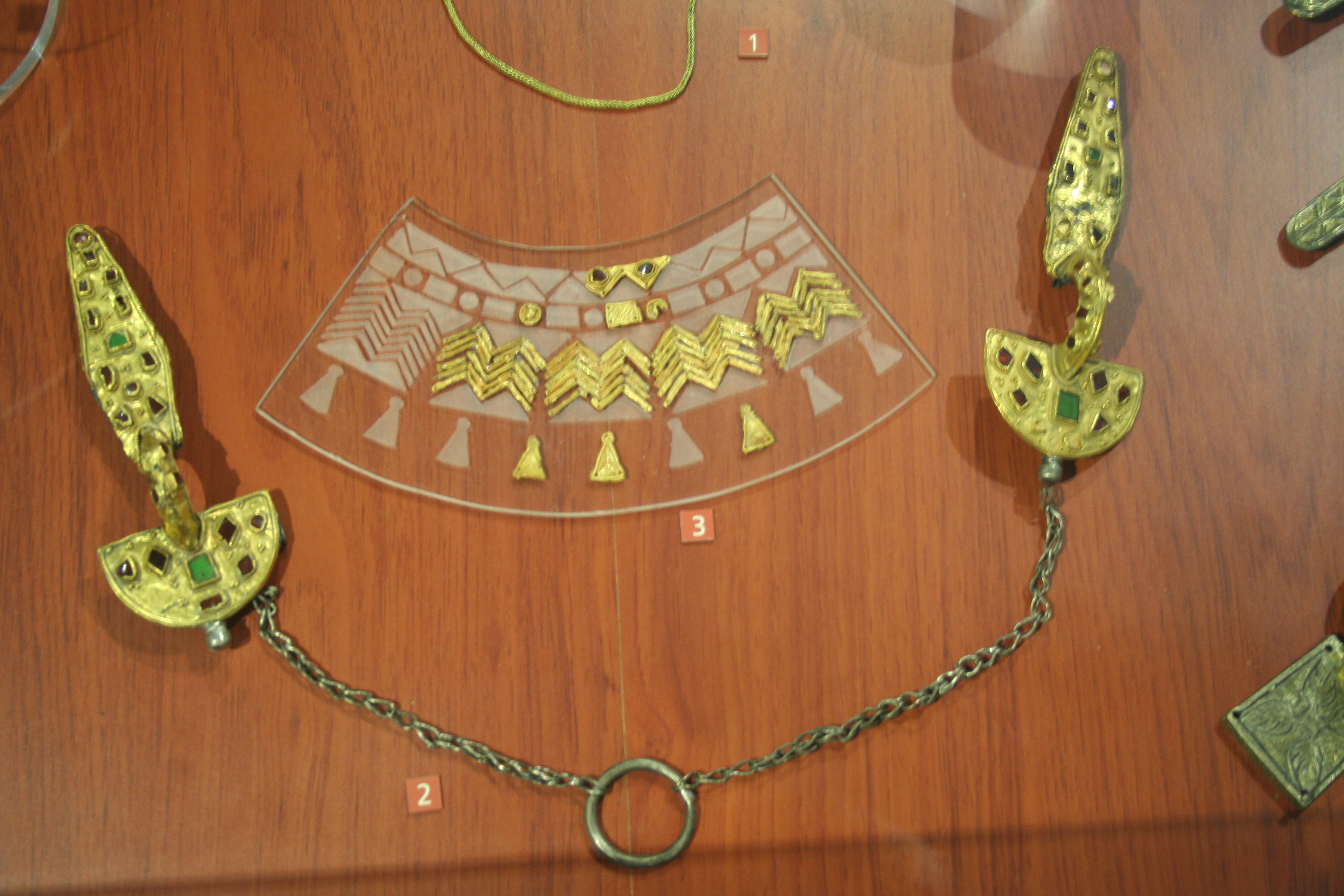
Деякі речі зі скарбу Ерана: поліхромні золоті фібули, й з'єднані ланцюжком пластини-аплікації одягу.

Скарб Ерана — стародавні коштовності випадково виявлені у 1874 році у Му-Аржанс біля Ерана у департменті Кальвадос у Нормандії. Тепер скарб зберігається в Музеї Нормандії, у Кані (Колекція Спілки антикварів Нормандії).

## Опис
Скарб був виявлений у одному жіночому похованні біля дороги з Кана до Сен-П'єрр-сюр-Дів. Розкопки були проведені 19 сторіччя без будь-якого методу й так поспішно, що були знехтувані кістки, частково зруйновані в результаті земляних робіт; а також виявлена копачами керамічна ваза, що була розламана в черепки. Фрагменти кісток, що дійшли до нас надто малі, щоб їх можна було використати для визначення приналежності прикрас, окрім кістки нижньої щелепи, що дозволила визначити жіночу стать та вік у 20-40 років.
Головним у скарбі є пара фібул повнокольорового золота, прикрашені коштовними каменями, що з'єднані одним ланцюжком, схожі на ті, що ексгумовані у Наддунав'ї в австрійському Унтерзібенбрунні та угорському Рабапордані. Крім того, у скарбі були виявлені прямокутні пластинчаті кульчики, намисто у вигляді плетеного металевого ланцюжка, й, нарешті, кільце, що зникло під час Другої світової війни. Жіночий одяг також прикрашали геометричні пластинчаті аплікації, що пришивалися до одягу, та прямокутний пасок з пряжкою.

## Походження та історичний контекст
Померла жінка була або східною германкою (наприклад готка, бургундка чи герулка),, або алано-сарматкою. Незважаючи на наявність надчорноморсько-дунайських археологічних матеріалів, як, наприклад, з Сен-Мартен-де-Фонтене існує інша менш ймовірна гіпотеза, що прикраси належать родичці, або доньці, або дружині римського солдата германського, або надчорноморського походження, тому що ні письмове джерело, ні археологічне відкриття, ні який-небудь топонім точно не свідчить про наявність вищезгаданих народів. у районі Кан.
Допоміжне римське військо було розміщене вздовж оборонних Армориканської й невріцької доріг у краї прикордонної оборонної морської загороди доби Нижньої імперії (284—476 роки) вздовж узбережжя Ла-Манша (у Армориці) та Північного моря (у Нервіці). Воно повинно було захищати імперію, переважно, від набігів з моря піратів, та рідше — від саксів й фризів. Цей військовий оборонний край Саксоніка, вздовж арморицької й неврицької доріг був останнім оплотом Римської імперії у боротьбі Сіагрія проти франків. Своєю назвою Саксоніка (Саксонське узбережжя) завдячує численним саксонцям у тутешньому римському війську.

### Унтерзібенбруннська група та етнічна належність
Враховуючи подібність археологічного матеріалу поховання Ерана (зокрема, коштовних каменів жіночої княжої одежі) та інших гробниць Бургундії (Баллера), Ельзасу (Хохфельден), Німеччини (Фюрст, Альтлусгайм) і навіть Португалії (Бежа) з матеріалом Унтерзібенбрунна (Австрія), фахівці говорять про Унтерзібенбруннську групу або Унтерзібенбруннський шар.
Етнічної приналежності похованих цієї групи важко визначити, тому що влаштування самих поховань різняться один з одним. У Еранському похованні є римські (пасок з прямокутною пластинкою-пряжкою, кільце), алано-сарматські (геометричні пластини, що пришивалися на одяг) й германські риси (фібули, з'єднані ланцюгом). Для визначення етнічної приналежності саме еранської жінки необхідно було б провести поглиблений аналіз кісток.

## Нотатки
1. ↑  Топонім Еран (Heidram в 843) має континентальне германське походження, що рідкісне у Нормандії, й може бути повним ім'ям Heidrammus, Heilramnus, Hegeramnus й Hederamnus, або це є топонім з -ham, що передує званню чи йменню неідентифікованої людини. Jean Adigard des Gautries et Fernand Lechanteur écrivent in S.A.N., octobre 1961, 25 : " Selon toute apparence, nom franc ou saxon en -ham ".